# Ford Evos
La Ford Evos è una concept car presentata al salone dell'automobile di Francoforte nel 2011 dalla casa automobilistica statunitense Ford.

## Profilo e caratteristiche

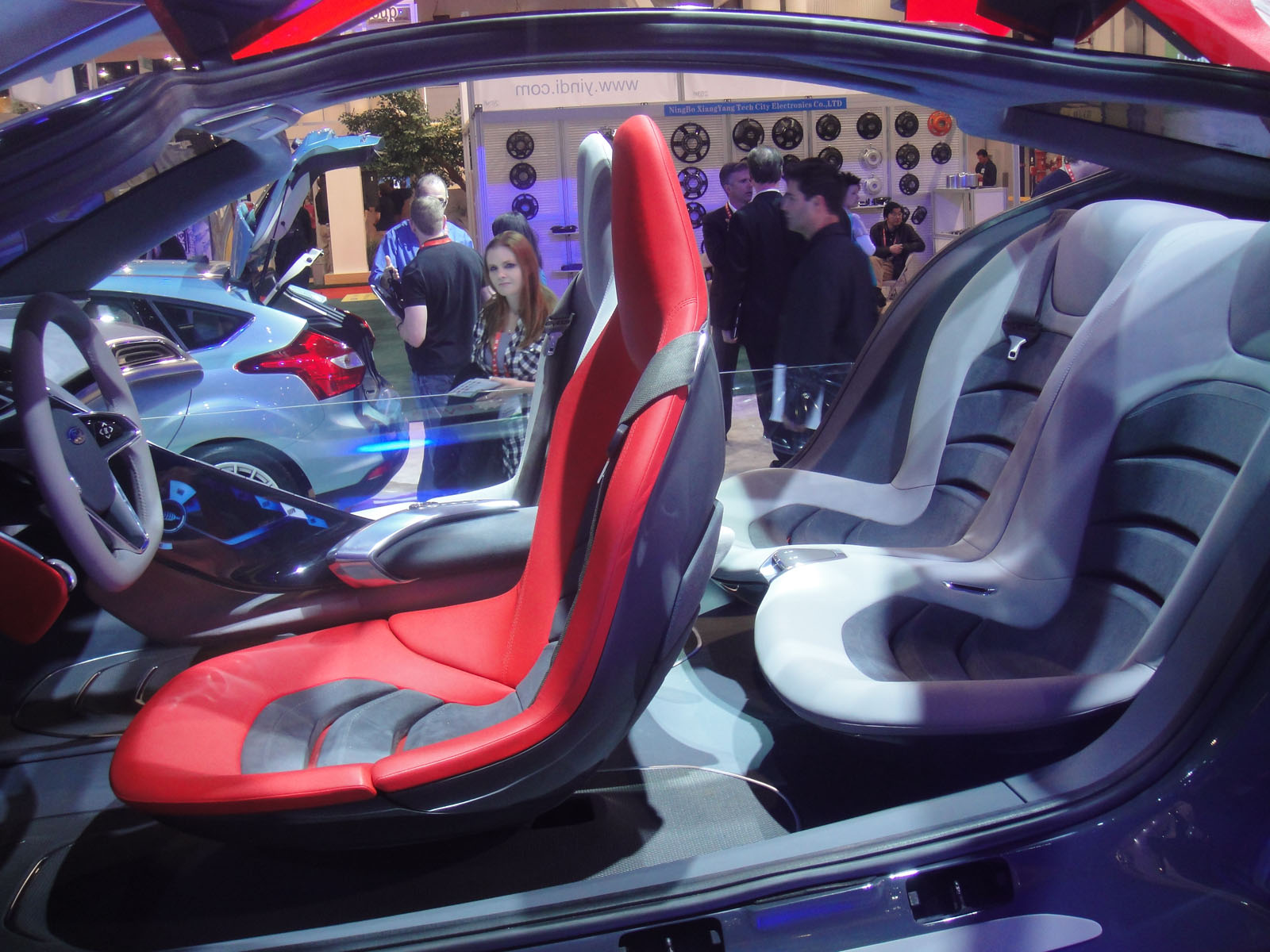
Interni

Si tratta di una coupé con carrozzeria di tipo fastback a quattro porte lunga 450 cm e larga 197, caratterizzata da fiancate slanciate e da un frontale inclinato e aerodinamico, distinto per le sottili luci a LED e l'inedita calandra trapezoidale a "T" rovesciata.
Il design esterno, denominato Kinetic 2.0, è stato realizzato da Stefan Lamm sotto la guida della divisione Ford Europa e da Martin Smith. La vettura non è destinato per la produzione e richiama nella carrozzeria la Ford Mustang Eleanor del 1967. Tuttavia, Ford ha annunciato che lo stile e le linee in mostra sulla Evos verrà utilizzato sulle future vetture di produzione.
Raccolta la coda, inglobata nel padiglione arcuato. Le portiere sono invece ad ala di gabbiano e disposte a libro. La Evos meccanicamente è un'ibrida plug-in dotata sia di motore termico benzina da 2.0 litri con ciclo Atkinson che elettrico alimentata da una batteria agli ioni di litio; autonomia dichiarata è di 800 km.